# Organi collegiali della scuola
Gli organi collegiali della scuola in Italia sono gli organi di gestione e autogoverno della scuole, dove presenti. Questi organi rappresentano le diverse componenti scolastiche – ovvero docenti, studenti e genitori – e hanno compiti diversi a seconda del loro livello: a livello base (consigli di classe e interclasse) hanno una funzione consultiva e propositiva; a livelli superiori (consigli di circolo/istituto e consigli provinciali) hanno una funzione deliberativa

## Storia
Gli organi collegiali della scuola sono istituiti dal decreto nº 416 del 31 maggio 1974 e regolamentati dal decreto legislativo nº 297 del 1994 e dal successivo decreto legislativo nº 233 del 30 giugno 1999 che li articola in tre livelli: organi collegiali centrali, regionali e locali. Con l'autonomia scolastica gli organi collegiali hanno acquisito un ruolo più importante, e si è attribuito ai genitori una maggiore centralità con la loro rappresentanza in tutti gli organi collegiali, escluso il solo Collegio dei Docenti.

## Elenco degli organi
In generale i componenti degli organi collegiali sono eletti da componenti della loro categoria di appartenenza; ad esempio gli studenti eleggono i loro rappresentanti che parteciperanno agli organi collegiali tra gli studenti.

### Organi collegiali centrali
- Consiglio nazionale della Pubblica Istruzione.

### Organi collegiali regionali
- Consiglio regionale dell'istruzione.

### Organi collegiali locali

#### Consiglio di intersezione[3]
È presente nella scuola dell'infanzia, ovvero gli asili nido, i nidi di infanzia e le ex scuole materne. Ha principalmente funzione consultiva e propositiva. Il consiglio di intersezione è composto da tutti i docenti ed un rappresentante dei genitori per ciascuna delle sezioni interessate; presiede il dirigente scolastico oppure un docente da lui delegato.

#### Consiglio di interclasse[3]
È presente nella scuola primaria, ovvero la ex scuola elementare. Ha principalmente funzione consultiva e propositiva. È composto da tutti i docenti ed un rappresentante dei genitori per ciascuna delle classi interessate; presiede il dirigente scolastico oppure un docente da lui delegato.

#### Consiglio di circolo didattico[4]
È presente nella scuola primaria, ovvero la ex scuola elementare. Rappresenta tutte le componenti della scuola (docenti, genitori, studenti e personale amministrativo), ha una funzione deliberativa ed è eletto ogni tre anni. È composto da un 14 o 19 componenti a seconda del numero degli alunni iscritti alla scuola. Al suo interno vi è una giunta esecutiva.

#### Consiglio di classe[3]
Ha principalmente funzione consultiva e propositiva ed è presente nelle scuole secondarie di primo e di secondo grado.
Nella scuola secondaria di primo grado (ovvero la ex scuola media inferiore) è composto da tutti i docenti della classe e quattro rappresentanti dei genitori; presiede il dirigente scolastico oppure un docente da lui delegato.
Nella scuola secondaria di secondo grado (ovvero la ex scuola media superiore) è composto da tutti i docenti della classe, due rappresentanti dei genitori e due rappresentanti degli studenti; presiede il dirigente scolastico oppure un docente da lui delegato.

#### Consiglio d'istituto[4]
È presente nella scuola secondaria di primo grado e di secondo grado, rappresenta tutte le componenti della scuola: docenti, genitori, studenti (nella scuola secondaria di secondo grado) e personale tecnico e amministrativo. Ha una funzione deliberativa ed è eletto ogni tre anni. È composto da 14 o 19 componenti a seconda del numero degli alunni iscritti alla scuola. Il Dirigente Scolastico ne fa parte ma il Consiglio è presieduto da uno dei genitori, eletto ad inizio del mandato. All'interno del Consiglio viene eletta la Giunta esecutiva, un organo ristretto (con un membro per ogni componente, oltre al Dirigente Scolastico e al D.S.G.A.) con la funzione di analizzare in dettaglio i problemi più complessi per poi presentarli al Consiglio riunito. La Giunta in ogni caso non ha potere di delibera.

#### Comitato studentesco
Previsto dall'art. 13 commi 4 del Decreto Legislativo 16 aprile 1994, n.297, il comitato studentesco di istituto è composto dai rappresentanti di classe dell'intero istituto di istruzione secondario superiore.
Oltre ai compiti espressamente indicati in tale decreto legislativo (convocazione dell'assemblea studentesca di istituto, funzione di garanzia per l'esercizio democratico dei diritti dei partecipanti all'assemblea), può esprimere pareri e formulare proposte direttamente al consiglio di istituto ovvero al collegio docenti o al dirigente scolastico nei rispettivi ambiti di competenza.
Il comitato studentesco ha principalmente una funzione consultiva e propositiva per le questioni che riguardano la comunità studentesca. Può inoltre deliberare per quelle questioni che riguardano prettamente la comunità studentesca.
Inoltre detto comitato svolge le funzioni e ha le prerogative attribuitegli dall'art. 4 del D.P.R. 10.10.1996 n. 567 e successive modificazioni e integrazioni (regolamento per la disciplina delle iniziative complementari e delle attività integrative nelle istituzioni scolastiche).
Al comitato studentesco possono essere presentate tutte le questioni relative agli studenti, alla scuola e alle attività scolastiche perché possano essere discusse e votate in modo da definire un'opinione maggioritaria degli studenti.

##### Componenti del comitato studentesco
Il comitato studentesco è composto dai rappresentanti di classe di tutte le classi della scuola, dai quattro rappresentanti degli studenti nel consiglio di istituto, dai due rappresentanti nella consulta provinciale e dal presidente del comitato studentesco, che dirige il comitato ed ha il compito di convocarlo.

#### Collegio dei docenti[7]
È composto da tutti gli insegnanti dell'istituto scolastico ed è presieduto dal dirigente scolastico.

#### Assemblea di classe
È presente nella scuola secondaria di secondo grado ed è composto da tutti gli alunni della classe. Di solito è presieduto dai rappresentanti di classe degli alunni.

#### Assemblea dei genitori
I genitori hanno diritto di riunirsi in assemblea tra di loro per discutere di problemi che riguardino aspetti di carattere generale della scuola o delle classi frequentante dai propri figli.

### Livelli ed organi aboliti

#### Organi collegiali distrettuali
Consiglio scolastico distrettuale è istituito con l'ex articolo 9 e seguenti dal DPR 416/1974, i distretti scolastici sono stati soppressi a decorrere dal 31 dicembre 2001 e di fatto aboliti dall'articolo 35, comma 4, della finanziaria del 2003, legge 289/2002.. I consigli distrettuali potevano essere composti anche da 35 (trentacinque) membri, così selezionati:
- 3 (tre) presidi delle scuole statali del territorio distrettuale;
- 5 (cinque) insegnanti (non necessariamente di ruolo) delle scuole statali del territorio distrettuale, salvaguardando la rappresentanza di tutti i gradi dell'istruzione;[1]
- 1 (uno) preside di scuola pareggiata, parificata o legalmente riconosciuta del territorio distrettuale (se esistente);[1]
- 1 (uno) insegnante (non necessariamente di ruolo) di scuola pareggiata, parificata o legalmente riconosciuta del territorio distrettuale (se esistente);[1]
- 7 (sette) rappresentanti dei genitori degli alunni di tutte le scuole del territorio distrettuale, riservando almeno un posto ad un rappresentante di una scuola pareggiata, parificata o legalmente riconosciuta (se esistente);[1]
- 3 (tre) membri non appartenenti al personale della scuola designati dalle organizzazioni sindacali più rappresentative, a patto che residenti nel territorio distrettuale;[1]
- 2 (due) rappresentanti dei lavoratori autonomi designati dalle organizzazioni sindacali più rappresentative, a patto che residenti nel territorio distrettuale;[1]
- 1 (uno) imprenditore designato dalla locale Camera di commercio, industria, artigianato e agricoltura;
- 2 (due) eletti dal Consiglio provinciale tra gli attivisti di associazioni culturali "le quali per gli scopi perseguiti e i risultati ottenuti siano capaci di concorrere allo sviluppo e al miglioramento della scuola";[1]
- 7 (sette) eletti dal Consiglio comunale, anche al di fuori di esso, lasciando almeno 2 (due) membri alla minoranza; laddove il distretto scolastico si estendeva su più comuni, gli eletti dai Consigli comunali salivano ad 11 (undici), fatti salvo i due posti riservati alla minoranza. In questo caso ogni Consiglio comunale del distretto doveva eleggere 3 suoi candidati, di cui 1 riservato alla minoranza, che poi avrebbero scelto tra loro gli 11 rappresentanti al Consiglio scolastico distrettuale.[1]

Vista la composizione così articolata del Consiglio distrettuale, la sua funzione era quella di mettere in relazione le scuola con la realtà sociale del territorio, organizzando attività parascolastiche, sportive, mediche, e di avviare gli alunni al lavoro o al volontariato.

#### Organi collegiali provinciali
- Consiglio scolastico provinciale.

I consigli scolastici provinciali, istituiti ex articoli 13 e seguenti del DPR 416/1974 ed abrogati formalmente dal D. lgs 1999 che istituì i Consigli scolastici regionali, erano eletti attraverso un complicato metodo proporzionale.
Il numero dei componenti doveva essere proporzionale alla popolazione scolastica, alla popolazione docente ed alla popolazione direttiva della provincia, e variava da un minimo di 42 membri ad un massimo di 66, incluse le rappresentanze di tutte le categorie della scuola statale e pareggiata, parificata o legalmente riconosciuta (docenti, non docenti, genitori, studenti) più 6 membri di diritto (tra essi il Provveditore agli studi, il Presidente della provincia e l'assessore provinciale competente), il personale amministrativo provinciale (membri nominati dai sindacati in quota 5% del totale dei membri) e "rappresentanti del mondo dell'economia e del lavoro" scelti dalla locale Camera di commercio, industria, artigianato e agricoltura provinciale in quota 35% del totale.
La carica durava tre anni. Il Consiglio si dava un presidente, una giunta esecutiva e tre consigli di disciplina per il personale docente dei tre diversi gradi di istruzione.
Le funzioni di questo organismo erano espresse dall'articolo 15:
- "esprime pareri al Provveditore agli studi e alla Regione sui piani annuali e pluriennali di sviluppo e di distribuzione territoriale delle istituzioni scolastiche [...]";
- "indica i criteri generali per il coordinamento a livello provinciale dei servizi di orientamento scolastico, di medicina scolastica e di assistenza psicopedagogica, tenuto conto dei programmi formulati dai consigli scolastici distrettuali";
- "approva i piano provinciali istitutivi dei corsi di istruzione ed educazione degli adulti [...]";
- "formula al ministro per la Pubblica Istruzione e alla Regione proposte per il coordinamento delle iniziative in materia di adempimento dell'obbligo scolastico, di attuazione del diritto allo studio, nonché di educazione permanente";
- "accerta e indica il fabbisogno di edilizia scolastica per la formulazione dei relativi piani di finanziamento";
- "determina i criteri generali per l'utilizzazione, al di fuori dell'orario scolastico, dei locali e delle attrezzature delle scuole";
- "esprime al Provveditore agli studi pareri obbligatori sui ritardi di promozione, sulla decadenza e sulla dispensa dal servizio, sulla riammissione in servizio del personale docente [...]";
- "esprime al Provveditore agli studi parere vincolante sui trasferimenti d'ufficio del personale docente [...] per accertata situazione di incompatibilità di permanenza nella scuola o nella sede";
- "esprime al Provveditore agli studi parere obbligatorio sulle proposte di ripartizione dei fondi destinati alle spese di funzionamento dei distretti scolastici, dei circoli didattici e degli istituti";
- "formula annualmente una relazione sull'andamento generale dell'attività scolastica e dei servizi scolastici della provincia [...]";
- "provvede su ogni altro argomento devoluto alla sua competenza dalle leggi e dai regolamenti in merito alla organizzazione e al funzionamento della scuola e ad ogni altra attività ad essa connessa e si pronunzia su tutte le questioni che il Provveditore agli studi ritenga di sottoporgli".

Oggi le funzioni dei Consigli scolastici provinciali sono devolute ai locali assessorati provinciali. Fa eccezione il Consiglio scolastico provinciale tuttora attivo nel quadro dell'autonomia della Provincia di Bolzano.
Nel 1996 con il DPR nº 567 inoltre sono state istituite le Consulte provinciali degli Studenti, organi collegiali a livello provinciale degli studenti della scuola secondaria di secondo grado.